# Копили (Україна)
Копили́ — село в Україні, у Терешківській сільській громаді Полтавського району Полтавської області. Населення становить 2525 осіб за даними Всеукраїнського перепису населення 2001 року. До 2017 підпорядковане Терешківській сільській раді.

## Географія
Село Копили знаходиться на лівому березі річки Ворскли нижче за течією від впадіння в неї Коломаку. У дельті Коломаку річки утворюють лиман зі старицями і заболоченими озерами. Село оточене сосновим лісом.
Вище за течією Ворскли та на протилежному її березі — місто Полтава, нижче за течією примикає село Терешки.
Через село проходить автошлях Київ—Полтава—Харків (автотраса E40М03), є дві залізничні зупинки (з. п. Копили і з. п. 3 км) на напрямку Полтава—Берестин.

## Населення
Мовний склад села згідно з даними Всеукраїнського перепису населення 2001 року був таким :
| Мова       | Число ос. | Відсоток |
| ---------- | --------- | -------- |
| українська | 2 313     | 91,60    |
| російська  | 199       | 7,88     |
| білоруська | 2         | 0,08     |
| молдовська | 1         | 0,04     |
| вірменська | 1         | 0,04     |
| грецька    | 1         | 0,04     |

## Історія
За даними станом на 1859 р. у власницькому селі Копили, яке на той час згадується під назвою Копилівка (Жадьки, Жадоки), Полтавського повіту Полтавської губернії налічувалося 14 дворів та 64 жителі (30 чоловіків і 34 жінки).

### Адміністративна належність
У царські часи, добу національної революції та перші роки більшовицької окупації України тодішнє «державне село» Копили входило до складу Микільської волості Полтавського повіту Полтавської губернії, з 1923 року Копили належали до Микільської сільради Малоперещепинського району Полтавської округи Полтавської губернії УСРР, а з 1925 — у тому ж самому територіально-адміністративному підпорядкуванні, але без Полтавської губернії, яку було ліквідовано. 1926 року Микільська сільрада перейшла від Малоперещепинського до Полтавського району, таким чином, Копили опинилися у складі Полтавського району. 2 вересня 1930 року село підпорядковано Полтавській міській Раді УРСР, оскільки на підставі ухваленої того дня постанови «Про ліквідацію округів і перехід на двоступеневу систему управління» було розформовано Малоперещепинський і Полтавський райони з подальшим включенням їхніх територій до складу Полтавської міської Ради, а остання виділялася в окрему адміністративно-господарську одиницю і підпорядковувалася безпосередньо центру (Полтавську округу теж було розформовано). У 1932 р. Полтавська міська Рада, а відповідно, і село ввійшли до складу новоствореної Харківської області. У 1937 р. Копили у складі Полтавської міської Ради було передано новосформованій Полтавській області, виділеній із Харківської. У 1939 році було відновлено Полтавський район, і Копили стали селом Микільської сільради Полтавського району Полтавської області УРСР. З приходом нацистської армії село потрапило під управління німецької військової окупаційної адміністрації. З 1 вересня 1942 р. до 23 вересня 1943 р. село перебувало у складі Полтавського району Полтавської округи. Після взяття села Червоною армією і по 1986 рік Копили знову входили до Микільської сільської ради. 30 грудня 1986  р. село відійшло до новоутвореної Терешківської сільської ради.

### Голодомор 1932—1933 років в Україні
Під час Голодомору 1932-33 рр., проведеного урядом тодішнього СРСР, у Копилах загинуло 2 людини. На жаль, імена загиблих не встановлено.

### Масові поховання репресованих у 1930-х роках
У 1930-х роках, у період сталінських репресій, у розробленому піщаному кар'єрі в урочищі поблизу хутора Триби, органами НКВС здійснювалися масові поховання розстріляних. Жертвами режиму були заможні полтавці, військовослужбовці, священики й представники інтелігенції, яких безпідставно звинуватили у шпигунстві, зв'язках із закордонною розвідкою тощо. Точна кількість похованих невідома. У 1970-х — 1980-х роках поховання піддалися масовому розграбуванню мародерами.
14 квітня 1990 року було проведене перепоховання останків жертв репресій у братській могилі поряд з автотрасою Київ—Полтава—Харків, близько 1,15 км в напрямку Харкова від Копилів. За оцінними даними в Трибах перепоховано близько 200 закатованих. У 1995 році на місці перепоховання репресованих встановлено пам'ятний знак.

### Друга світова війна
18 вересня 1941 року, перед самим приходом німецьких окупантів у Полтаву, у районі між Копилами і Макухівкою зупинився на ночівлю циганський табір, який втікаючи від німців прямував до Харкова. Наступної доби німецьке командування відправило на трасу Київ—Полтава—Харків кілька автомашин з карателями. Усі хто був у таборі — майже тисяча осіб — були розстріляні. Врятувалася тільки одна жінка, яка перед цим пішла в село і повертаючись почула постріли.
Нацистська окупація села тривала рівно два роки: 23 вересня 1941 р. німецькі війська захопили залізничну станцію Копили, а 23 вересня 1943 р. село разом із суміжним з ним обласним центром було відвойовано радянськими військами.

### Новітня історія
10 березня 2015 року на блокпосту «Копили» водій автомобіля «Land Rover» проігнорував вимогу про зупинку. Тоді інспектор ДПС сів в автомобіль «Toyota Corolla» — у ньому перебували двоє активістів Правого сектору, усі рушили за порушником. Під час переслідування порушник маневруючи зіштовхнув автомобіль переслідуючий, він зіштовхнувся з вантажівкою «МАЗ». У ДТП загинули Сергій Гунько та інспектор Олександр Андрійко. Водій Тойоти — другий боєць ДУК — з чисельними травмами потрапив до лікарні.
- 12 червня 2020 року, відповідно до розпорядження Кабінету Міністрів України № 721-р «Про визначення адміністративних центрів та затвердження територій територіальних громад Полтавської області», село увійшло до складу Терешківської сільської громади[12].
- 19 липня 2020 року, в результаті адміністративно — територіальної реформи та ліквідації Полтавського району(1925—2020), село увійшло до складу новоутвореного Полтавського району[13].

## Економіка
На території села діють два залізничні підприємства філії «Південна залізниця» ПАТ «Укрзалізниця»: ЦМКР Полтава та КМС-132 Полтава.
Облаштована Копилівська тимчасова дослідно-промислова установка з видобутку вуглеводневої сировини, а також кільканадцять свердловин закріплених за нею.
У Копилах розташований центральний офіс і виробничі потужності ДП «Полтавське лісове господарство».

## Інфраструктура

### Сфера послуг
У селі розташована філія Територіального центру соціального обслуговування (надання соціальних послуг) Полтавського району, сфера діяльності якої поширюється на мешканців довколишніх сіл. У Копилах розміщене відділення поштового зв'язку Полтавської дирекції ДП «Укрпошта».
Рекреаційний комплекс: ресторанно-готельні комплекси «Полтава», «Форест», «Зелена Діброва», «Лукомор'є», «Мухомор», хостел.
27 червня 2014 року в селі було урочисто відкрито заміську базу ФК «Полтава», яка відповідає всім вимогам сучасного футболу.

### Заклади освіти
- Дошкільний навчальний заклад[18].
- Українська Академія лідерства.

## Постаті
У 1938 році в Копилах розстріляний сталінськими каральними органами єпископ Російської православної церкви, тодішній керівник Полтавської єпархії РПЦ Митрофан.
У селі тривалий час жив і похований український поет Іван Переломов.

## Також
- Перелік населених пунктів, що постраждали від Голодомору 1932—1933 (Полтавська область)